# Verschwörung der Feuerzellen

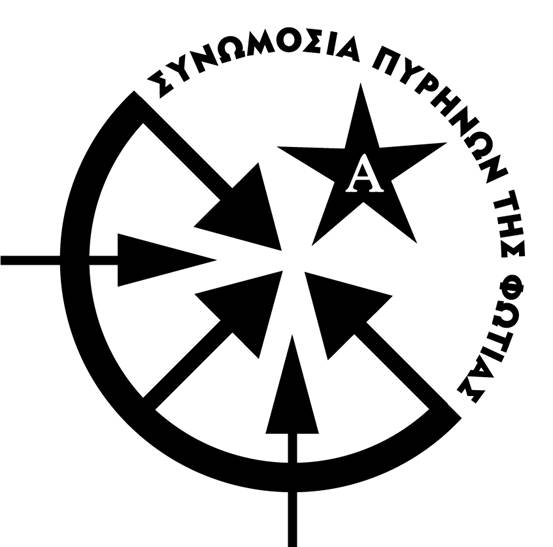
Logo der Verschwörung der Feuerzellen

Verschwörung der Feuerzellen oder Konspiration der Zellen des Feuers (griechisch Συνωμοσία Πυρήνων της Φωτιάς Synomosia Pyrinon tis Fotias) ist eine griechische linksterroristische Gruppe. Die Organisation wurde europaweit bekannt, als sie Anfang November 2010 Briefbomben an griechische Politiker und Regierungseinrichtungen in Frankreich und Deutschland verschickte.

## Organisation
Neben der „Verschwörung der Feuerzellen“ sind weitere Terrorgruppen mit Namen wie „Volksaktion“, Epanastatikos Agonas („Revolutionärer Kampf“), und Sechta Epanastaton („Sekte der Revolutionäre“) in Griechenland aktiv. In den Vereinigten Staaten ist sie als terroristische Organisation eingestuft.

## Bombenanschläge
Die Gruppe bekannte sich zu mehreren Bombenanschlägen seit 2007 auf Banken und Regierungsgebäude, auf die Wohnung der Ministerin Louka Katseli sowie Filialen ausländischer Firmen in Griechenland.

### Anschläge mit Paketbomben im November 2010
In mehreren Städten Griechenlands wurden Anfang November Paketbomben an Politiker verschickt. Am 2. November 2010 ging in der Poststelle des Bundeskanzleramts in Berlin ein an Bundeskanzlerin Angela Merkel adressiertes Paket mit Sprengstoff ein, das von Bombenexperten der Berliner Polizei entschärft wurde. Als Absender war das griechische Wirtschaftsministerium angegeben. Am 1. November 2010 fing die griechische Polizei eine an den französischen Präsidenten Nicolas Sarkozy adressierte Paketbombe ab.
In Athen wurden am 1. und 2. November 2010 Brandsätze an mehrere Botschaften verschickt. Die Sendungen enthielten Schwarzpulver, das sich beim Öffnen entzündete. Im Hof der Schweizer Botschaft kam es zu einer Explosion. Ein Paket war auch an die deutsche Vertretung adressiert. Die deutschen Diplomaten nahmen aus Sicherheitsgründen aber keine Pakete von Kurierdiensten mehr an. Die griechische Polizei ordnete die Briefbomben der „Verschwörung der Feuerzellen“ zu. Am 25. November erschien ein Kommunique, in welchem die Organisation die Verantwortung für 200 Brand- und Bombenanschläge der vergangenen drei Jahre übernahm.

### Bombenanschlag vom 30. Dezember 2010
Am 30. Dezember 2010 wurde das Athener Verwaltungsgericht durch eine gewaltige Explosion schwer beschädigt. Der Sprengsatz, der das Zentrum der griechischen Hauptstadt erschütterte, war an einem Motorrad angebracht, das vor dem Verwaltungsgericht geparkt war. Die „Verschwörung der Feuerzellen“ bekannte sich zu diesem Anschlag.

### 2013
Am 7. Juni 2013 detonierte nach zwei Warnhinweisen an Medien um 4:40 Uhr morgens unter dem BMW des Leiters des Gefängnisses von Korydallos eine Bombe. Die Verschwörung der Feuerzellen übernahm dafür die Verantwortung.

### 2014
Am 29. April traf bei der Polizeistation von Itea eine Briefbombe ein, die vor der Detonation entschärft wurde und zu der sich die Feuerzellen bekannten.

### 2017
Im März 2017 bekannte sich die Gruppe zu einem versuchten Sprengstoffanschlag auf den deutschen Finanzminister Wolfgang Schäuble. Sicherheitskräfte hatten einen an Schäuble adressierten Umschlag, der ein sogenanntes Blitzknallgemisch enthielt, in Berlin abgefangen. Als gefälschter Absender war der Vizevorsitzende der Nea Dimokratia, Adonis Georgiadis angegeben.

## Schießerei in Athen 2011
Im Mai 2011 ereignete sich eine Schießerei in Pefki, einem nördlichen Athener Vorort, zwischen Polizeibeamten und einer Person, die verdächtigt wurde, mit den Feuerzellen in Verbindung zu stehen. Zwei Polizisten und der Verdächtige wurden verwundet. Fingerabdrücke des Verdächtigen wurden in einer Wohnung in Volos gefunden, in der zuvor mehrere Mitglieder der Feuerzellen verhaftet worden waren. Ein zweiter an der Schießerei beteiligter Verdächtiger konnte fliehen.

## Festnahmen und Prozesse
Anfang Dezember 2010 wurden sechs mutmaßliche Mitglieder der Gruppe festgenommen. Beamte einer Antiterroreinheit nahmen bei Razzien in Athen und anderen Städten am 12. Januar 2011 vier weitere mutmaßliche Mitglieder der „Verschwörung der Feuerzellen“ fest. Der Prozess gegen neun der insgesamt 13 festgenommenen mutmaßlichen Terroristen wurde unter großen Sicherheitsvorkehrungen in dem Athener Hochsicherheitsgefängnis in Korydallos durchgeführt. Sieben der neun zwischen 20 und 31 Jahre alten Angeklagten wurden im Juli 2011 wegen „Mitgliedschaft in einer Terrorgruppe“ zu hohen Haftstrafen verurteilt und zwei freigesprochen.
Ein mutmaßlicher Unterstützer der Gruppe, Kostas Sakkas, wurde im Dezember 2010 in Verbindung mit dem Fund eines Waffenlagers der „Verschwörung der Feuerzellen“ festgenommen. Er wurde wegen unerlaubten Waffenbesitzes und Mitgliedschaft in einer terroristischen Vereinigung festgehalten. Im Juli 2013 wurde er freigelassen.
Im Dezember 2011 gab es einen Ausbruchsversuch des Mafiabosses Panagiotis Vlastos, der wegen zweifachen Mordes eine lebenslange Haftstrafe verbüßt. Er wurde dabei von mehreren inhaftierten Mitgliedern der Feuerzellen unterstützt.